# أسيد بن ظهير
أبو ثابت أسيد بن ظهير بن رافع بن عدي الأنصاري الحارثي المدني الأوسي صحابي من أهل المدينة، له ولأبيه ظهير بن رافع صحبة ورواية، وأبوه من كبار الصحابة ممن شهد العقبة، رد يوم أحد لصغر سنه، ثم أجيز يوم الخندق، تُوفي أسيد في خلافة عبد الملك بن مروان.

## أحاديث من روايته
- روى ابن منده، بِإِسْنَادِهِ عن عمير بْن عبد المجيد، عن عبد الحميد بْن جَعْفَر، عن أبيه، عن رافع بْن خديج، عن أسيد بْن ظهير، أَنَّهُ رجع من عند رَسُول اللَّهِ، فقال: نهى رَسُول اللَّهِ صَلَّى اللَّهُ عَلَيْهِ وَسَلَّمَ عن كراء الأرض..
- حَدَّثَنَا مُعَاذُ بْنُ الْمُثَنَّى، نا مُحَمَّدُ بْنُ كَثِيرٍ، نا سُفْيَانُ، عَنْ مَنْصُورٍ، عَنْ مُجَاهِدٍ، عَنْ أُسَيْدِ بْنِ ظُهَيْرٍ قَالَ: كَانَ أَحَدُنَا إِذَا اسْتَغْنَى عَنْ أَرْضِهِ، أَعْطَاهَا بِالثُّلُثِ وَالرُّبُعِ وَالنِّصْفِ ثَلَاثَ جَدَاوِلَ وَمَا سَقَى الرُّبْعَ وَكُنَّا نَعْمَلُ بِالْحَدِيدِ وَمَا شَاءَ اللَّهُ وَنُصِيبُ مِنْهَا خَيْرًا، فَأَتَى رَافِعُ بْنُ خَدِيجٍ فَقَالَ: إِنَّ رَسُولَ اللَّهِ صَلَّى اللهُ عَلَيْهِ وَسَلَّمَ يَنْهَاكُمْ عَنِ الْحَقْلِ وَقَالَ: «مَنِ اسْتَغْنَى عَنْ أَرْضِهِ فَلْيَمْنَحْهَا أَخَاهُ».
- حَدَّثَنَا الْحُسَيْنُ بْنُ إِسْحَاقَ التُّسْتَرِيُّ، نا حَسَنُ بْنُ قَزَعَةَ، نا سُفْيَانُ، قَالَ ابْنُ قَانِعٍ وَأَحْسِبُهُ ابْنَ حَبِيبٍ عَنِ ابْنِ جُرَيْجٍ، عَنْ عِكْرِمَةَ بْنِ خَالِدٍ، عَنْ أُسَيْدِ بْنِ ظُهَيْرٍ قَالَ: قَالَ رَسُولُ اللَّهِ صَلَّى اللهُ عَلَيْهِ وَسَلَّمَ: «مَنْ وَجَدَ سَرِقَتَهُ عِنْدَ رَجُلٍ غَيْرِ مُتَّهَمٍ فَإِنْ شَاءَ أَخَذَهُ بِالتُّهْمَةِ وَإِنْ شَاءَ أَتْبَعَهُ».